# ایمپرشنز گیمز
ایمپرشنز گیمز (انگلیسی: Impressions Games) شرکت بازی ویدئویی آمریکایی است، که در سال ۱۹۸۹ تأسیس شد.